# 지안시 (퉁화시)
지안시(집안시, 중국어: 集安 또는 輯安, 병음: Jí'ān)은 중화인민공화국 지린성(吉林省) 퉁화시(通化市)의 현급시이다. 면적은 3408 km2, 인구는 약 23만 명이다. 압록강을 사이에 두고 조선민주주의인민공화국 자강도 만포시와 마주보고 있다. 고구려의 수도였던 국내성이 있던 곳으로 비정되고 있다.

## 지리
지안시(集安市)는 지린성 남동부, 압록강 중류에 위치하고 있다. 남동쪽은 압록강을 경계로 조선민주주의인민공화국에 접하며, 북쪽은 퉁화 현, 동쪽으로 바이산시, 서쪽으로는 랴오닝성(遼寧省) 환인현(桓仁縣), 남서쪽으로는 단둥시 콴뎬 만족 자치현과 마주한다.
삼림지역이 총면적의 3분의 2를 차지해 장백삼 등을 특산물로 한다. 연평균 기온은 섭씨 6도, 강수량은 900mm 정도이다. 북·중 국경을 이루는 압록강이 이곳을 흘러 양국이 공동으로 사용할 대형 수력발전소가 건설되고 있다.
| Ji'an (1971−2000)의 기후 | Ji'an (1971−2000)의 기후 | Ji'an (1971−2000)의 기후 | Ji'an (1971−2000)의 기후 | Ji'an (1971−2000)의 기후 | Ji'an (1971−2000)의 기후 | Ji'an (1971−2000)의 기후 | Ji'an (1971−2000)의 기후 | Ji'an (1971−2000)의 기후 | Ji'an (1971−2000)의 기후 | Ji'an (1971−2000)의 기후 | Ji'an (1971−2000)의 기후 | Ji'an (1971−2000)의 기후 | Ji'an (1971−2000)의 기후 |
| 월                       | 1월                      | 2월                      | 3월                      | 4월                      | 5월                      | 6월                      | 7월                      | 8월                      | 9월                      | 10월                     | 11월                     | 12월                     | 연간                     |
| ------------------------ | ------------------------ | ------------------------ | ------------------------ | ------------------------ | ------------------------ | ------------------------ | ------------------------ | ------------------------ | ------------------------ | ------------------------ | ------------------------ | ------------------------ | ------------------------ |
| 역대 최고 기온 °C (°F)   | 5.0 (41.0)               | 14.0 (57.2)              | 20.1 (68.2)              | 30.4 (86.7)              | 34.5 (94.1)              | 36.3 (97.3)              | 37.7 (99.9)              | 37.2 (99.0)              | 33.0 (91.4)              | 27.5 (81.5)              | 20.3 (68.5)              | 9.9 (49.8)               | 37.7 (99.9)              |
| 일평균 최고 기온 °C (°F) | −5.2 (22.6)              | −0.6 (30.9)              | 6.9 (44.4)               | 16.6 (61.9)              | 22.7 (72.9)              | 26.6 (79.9)              | 28.8 (83.8)              | 28.3 (82.9)              | 23.0 (73.4)              | 15.9 (60.6)              | 5.5 (41.9)               | −2.8 (27.0)              | 13.8 (56.9)              |
| 일일 평균 기온 °C (°F)   | −12.3 (9.9)              | −7.8 (18.0)              | 0.5 (32.9)               | 9.1 (48.4)               | 15.2 (59.4)              | 20.0 (68.0)              | 23.3 (73.9)              | 22.5 (72.5)              | 16.0 (60.8)              | 8.4 (47.1)               | −0.3 (31.5)              | −8.7 (16.3)              | 7.2 (44.9)               |
| 일평균 최저 기온 °C (°F) | −17.9 (−0.2)             | −13.6 (7.5)              | −5 (23)                  | 2.6 (36.7)               | 8.7 (47.7)               | 14.6 (58.3)              | 19.2 (66.6)              | 18.5 (65.3)              | 11.2 (52.2)              | 2.8 (37.0)               | −4.6 (23.7)              | −13.5 (7.7)              | 1.9 (35.5)               |
| 역대 최저 기온 °C (°F)   | −29.7 (−21.5)            | −28.2 (−18.8)            | −26 (−15)                | −7.7 (18.1)              | −2.2 (28.0)              | 6.9 (44.4)               | 10.9 (51.6)              | 8.7 (47.7)               | 0.2 (32.4)               | −7.8 (18.0)              | −20 (−4)                 | −28.2 (−18.8)            | −29.7 (−21.5)            |
| 평균 강수량 mm (인치)    | 11.1 (0.44)              | 10.8 (0.43)              | 19.9 (0.78)              | 48.5 (1.91)              | 75.0 (2.95)              | 121.7 (4.79)             | 219.0 (8.62)             | 202.7 (7.98)             | 81.9 (3.22)              | 45.2 (1.78)              | 34.7 (1.37)              | 17.4 (0.69)              | 887.9 (34.96)            |
| 평균 강수일수 (≥ 0.1 mm) | 7.2                      | 6.0                      | 7.0                      | 9.8                      | 12.7                     | 14.9                     | 17.4                     | 14.6                     | 10.1                     | 8.4                      | 9.3                      | 8.9                      | 126.3                    |
| 출처: Weather China      |                          |                          |                          |                          |                          |                          |                          |                          |                          |                          |                          |                          |                          |

## 역사
본래 구려(句驪)의 터전으로 여겨지며, 기원후 3년에 고구려는 도성을 졸본성에서 지안(集安) 시내의 국내성으로 천도하였다. 209년에는 부근의 환도성으로 천도하여 427년에 평양성으로 천도할 때까지의 425년간 고구려의 수도였으며, 당시의 유적이 아직도 많이 남아 있다.
고구려가 멸망하면서 당나라가 가물주 도독부를 설치하였으며, 이후 발해, 요나라, 금나라, 원나라의 통치를 받았다. 청나라가 들어서면서 백두산 일대는 '용맥'이라는 신성한 땅으로 여겨져 금봉토로 지정되었고, 이 지역도 출입이 통제되었다. 그러나, 청나라 말기가 되면 점차 개발이 진행되어 1902년에 집안현(輯安縣)이 설치되었고, 1965년에 집안현(集安縣)으로 개칭한 후 1988년에는 현급시로 승격해 현재에 이른다.

## 유적
1994년에 고구려의 풍부한 역사 유적으로 인해 국가역사문화명성으로 지정되었으며, 전국중점문물보호단위이다. 2004년에 랴오닝성 환인현(桓仁縣)의 오녀산성과 함께 이 지역의 고구려 전기(前期) 도성(都城)과 고분(古墳)이 세계문화유산으로 저정되었다.

## 행정 구역

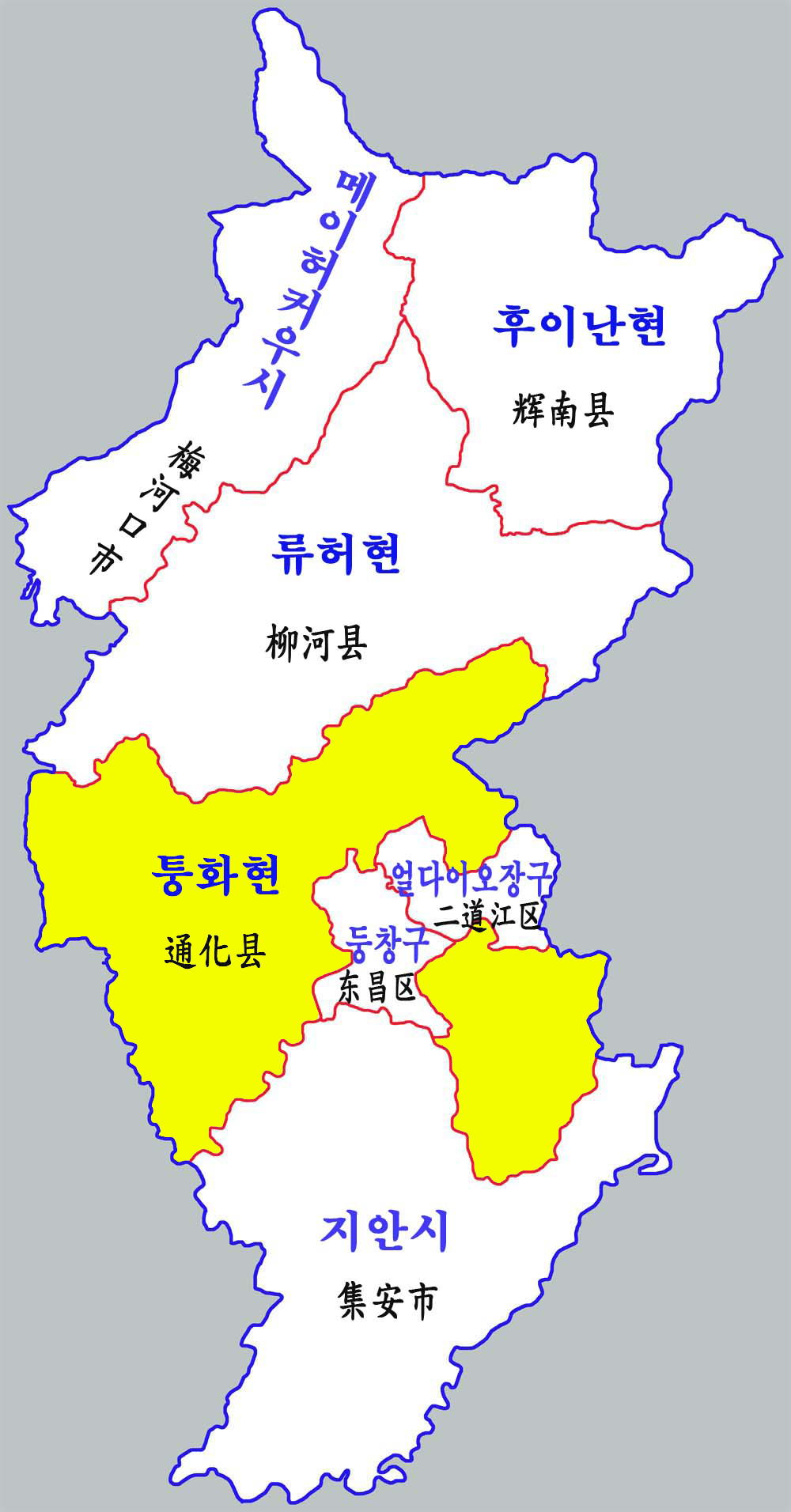
퉁화시 현급 행정구역도

3개의 가도와 9개의 진, 1개의 향, 1개의 민족자치향이 있다.
- 가도: 团结街道, 黎明街道, 通胜街道
- 진: 青石镇, 楡林镇, 花甸镇, 头道镇, 清河镇, 台上镇, 财源镇, 大路镇, 太王镇
- 향: 麻线乡
- 민족향: 량쉐이 조선족향(凉水朝鲜族乡)

## 같이 보기
- 퉁화시
- 환런 만족 자치현
- 고대 고구려 왕국의 수도와 무덤군